# Iemen
El Iemen (àrab: اليمن, al-Yaman) o República del Iemen (àrab: الجمهورية اليمنية, al-Jumhūriyya al-Yamaniyya) és una república de la península d'Aràbia, al sud-oest d'Àsia, que forma part de l'Orient Pròxim. Limita al nord amb l'Aràbia Saudita, a l'est amb Oman, al sud amb el golf d'Aden (a l'oceà Índic) i a l'oest amb el mar Roig. L'estret de Bab al-Màndeb, a l'extrem sud-occidental, el separa de les costes africanes de Djibouti i Eritrea. Pertany al Iemen l'arxipèlag de Socotra o Suqutra, a l'Índic, a uns 350 km de la costa iemenita.

## Història
En l'antiguitat, el Iemen era dividit en quatre regnes: Sabà (al centre), Ma'in (al nord), Qataban (al sud-oest) i Hadramaut (al sud), que constituïen l'anomenada Aràbia Feliç, per raó de les seves riqueses. A partir del segle i aC, els sabeus absorbiren els altres regnes, primer Qatabā i després Hadramawt (s. II dC). Posteriorment, el Regne de Saba estigué dominat per la nova dinastia himyarita.
Fou ocupat pel Regne cristià axumita d'Abissínia (521-575), després ho fou pels perses sassànides, i vers el 628 esdevingué una província de l'Imperi musulmà. A partir del segle ix, el país es dividí en petites dinasties locals cada vegada menys lligades als califes de Bagdad.
El Iemen del Nord esdevingué un regne independent de l'Imperi Otomà el 1918; el 1962, un cop d'estat va canviar de forma de govern i esdevenia la República Àrab del Iemen. La lluita de l'imam mutawakelita del Iemen amb suport de part de les tribus del país per restablir la monarquia va durar fins al 1969, i en aquests 7 anys hi va haver, de fet, dos governs. Finalment, els republicans s'hi van imposar.
Els britànics, per la seva banda, havien adquirit del soldà de Lahej el port meridional d'Aden, que esdevingué colònia britànica, i progressivament van establir el protectorat als emirats i xeicats de la zona i de la part oriental, l'Hadramaut i Mahra; es van formar així dues entitats:
- La colònia d'Aden (formada per la ciutat d'Aden i rodalia), formada el 1839, però colònia separada només el 1937.
  - Les dependències de la colònia: l'illa Kamaran a la costa del Iemen (nord), l'illa de Perim, a l'estret de Bab al-Màndeb, i les illes de Kuria Muria, a la costa sud-oest d'Oman (al Dhofar).
- El Protectorat d'Aden, organitzat entre 1888 i 1912 i dividit el 1917 en:
  - Protectorat Occidental d'Aden, format per una vintena de xeicats, emirats, estats i soldanats.
  - Protectorat Oriental d'Aden, format per l'estat Quaiti d'Hadramaut o de Shir i Mukalla; l'estat Kathiri de Seiyun; i l'estat Banu Afrar de Mahra o Qishn i Socotra.

El 1963, es va formar la Federació d'Aràbia del Sud, a la qual es van anar afegint els estats de la zona occidental (menys l'Alt Yafa), però va entrar en crisi i alguns se'n van retirar. Quan els anglesos, com havien anunciat, se'n retiraren el 1967, els guerrillers nacionalistes (de tendència comunista) van prendre el poder a la federació i també als estats del protectorat oriental; els governs monàrquics foren abolits i es va proclamar la República Popular del Iemen del Sud. Quatre anys més endavant (1971), la nova constitució va consagrar el caràcter marxista de l'estat i li va donar el nom de República Democràtica Popular del Iemen. Durant dues dècades, hi va haver una certa hostilitat entre els dos estats iemenites al nord i al sud.
Amb la caiguda de la Unió Soviètica, els dos països es van unificar formalment amb el nom de República del Iemen, el 1990. La unificació no resolgué els conflictes, per tal com dins el nou estat es desenvolupà una lluita pel poder entre les faccions agrupades a l'entorn del president, d'una banda, i del vicepresident Ali Salim al-Bid (antic president del Iemen del Sud), de l'altra. El 21 de maig de 1994 el sud es va declarar independent i va restablir la República Popular i Democràtica del Iemen sota la presidència d'al-Baidh, iniciant una guerra civil per restaurar la independència i el laïcisme al sud es va acabar el 7 de juliol de 1994 amb la victòria del nord, quan va ocupar Aden després d'un mes de lluita, amb el suport dels règims conservadors àrabs.
L'any 2000, l'Aràbia Saudita i el Iemen convingueren una delimitació de llur frontera.

### Períodes històrics
- Regne de Ma'an, vers el 2000 aC
- Regne de Sabà, de vers el segle xi aC fins després del 200 dC
- Regne Himiarita, del 115 aC al 532 dC
- Domini del Regne d'Axum o Axum, 532-602
- Domini persa, 602-628
- Conquesta àrab i domini del califa, del 608 fins vers el 800
- Dinastia dels Alides del Iemen, de vers el 800 fins vers el 1000
  - Dinastia Zaidita a Zabid, 818-1022
  - Càrmates del Iemen 905-920
- Hiwàlides o Yafurites (Yafúrides) 920-999
- Imams xerifians de Sa'dah 999-1063
- Banu Shihab de Zabid 1064-1163
- Banu Man o Banu Maan (Mànides) 1019-1083
- Dinastia Zuraïda (Zuràyida o dels Zuraïdes o Zuràyides) 1083-1173/1175
- Hamzites 1031-1045
- Imam daylamita de Sa'dah 1047
- Dinastia Sulàyhida vers 1048/1060 a 1086
- Dinastia Najàhida d'imams a Zabid, 1066-1158
- Dinastia Hamdànida 1140-1195
- Banu Barakat del Iemen, 1091-1169
- Dinastia Màhdida (o dels Màhdides) a Zabid, des de després del 1137 fins al 1173
- Imams de Nadjran 1137-1170
- Dinastia Aiubita del Iemen (branca dels aiubites d'Egipte, 1173-1229
- Dinastia Rasúlida (o dels Rasúlides), 1229-1454
- Dinastia Tahírida del Iemen (o dels Tahírides del Iemen), 1454-1538
- Conquesta otomana i domini del soldà otomà, 1538-1630
- Banu Barakat de la Meca 1630-1642
- Zaidites del Iemen dels tobba o qasimites (dinastia d'imams mutawakkilites), 1642-1962 (des del 1926, reis de la dinastia mutawakkilita del Iemen)
- Domini wahhabita 1801-1809/1818
- Domini egipci 1813-1840 (nominalment, en nom del soldà otomà fins al 1832)
- Domini d'Abu Arish 1840-1849 (nominal vassall otomà)
- Segon domini otomà 1849-1918
- República, del 1962 al nord i del 1967 al sud, fins a l'actualitat (unificació dels dos territoris: 1990)
  - Guerra civil 1962-1970
  - Guerra civil (independència del sud) 1994

## Geografia

Mapa del Iemen

El nucli del territori és constituït pels afloraments del sòcol cristal·lí aràbic, els quals assoleixen la màxima altitud a l'hadur Šu'ayb, 3.760 m, vora la capital. L'altiplà, que és situat a l'àrea dels monsons, té pluges abundants i destaca per la prosperitat de les poblacions agrícoles. Vers l'oest i el sud, les muntanyes cauen bruscament sobre la mar Roja i deixen només una estreta plana costanera, arenosa, d'uns 40 a 70 km d'amplada. Aquesta plana litoral és una regió àrida i gairebé desèrtica, amb temperatures suaus a l'hivern i humides a l'estiu (90% d'humitat). Cap al sector oriental, els altiplans màxims arriben als 2.000 metres, i davallen lentament vers el desert de Rab' al-Hālī', que s'estén pel nord del país. No hi ha cursos d'aigua permanents.
El clima és majoritàriament desèrtic; càlid i humit vora la costa oest; temperat a les muntanyes occidentals, afectades pel monsó estacional; extraordinàriament calorós, sec i extrem a les regions orientals.
Les ciutats més important en són Sanà, Mokha (Muza), Aden i Ibb.

### Divisió administrativa
El febrer del 2004, el Iemen estava dividit en 20 governacions (muhafazat) i una municipalitat (Amanat Al-Asemah) que inclou la capital Sanaa:
| Divisió          | Capital    | Població Cens del 2004 | Població estimació 2006 | Clau |
| ---------------- | ---------- | ---------------------- | ----------------------- | ---- |
| Aden             | Aden       | 589.419                | 634.710                 | 1    |
| Amran            | Amran      | 877.786                | 909.992                 | 2    |
| Abyan            | Zinjibar   | 433.819                | 454.535                 | 3    |
| Dhala o Ad-Dali  | Dhala      | 470.564                | 504.533                 | 4    |
| Al-Baydha        | Al-Baydha  | 577.369                | 605.303                 | 5    |
| al-Hudayda       | al-Hudayda | 2.157.552              | 2.300.179               | 6    |
| Al-Jawf          | Al-Jawf    | 443.797                | 465.737                 | 7    |
| Mahra            | Al-Ghaydah | 88.594                 | 96.768                  | 8    |
| Al-Mahwit        | Al-Mahwit  | 494.557                | 523.236                 | 9    |
| Amanat Al-Asemah | Sanà       | 1.747.834              | 1.947.139               | 10   |
| Dhamar           | Dhamar     | 1.330.108              | 1.412.142               | 11   |
| Hadramaut        | Al-Mukalla | 1.028.556              | 1.092.967               | 12   |
| Hajjah           | Hajjah     | 1.479.568              | 1.570.872               | 13   |
| Ibb              | Ibb        | 2.131.861              | 2.238.537               | 14   |
| Lahej o Lahij    | Lahej      | 722.694                | 761.160                 | 15   |
| Marib            | Marib      | 238.522                | 251.668                 | 16   |
| Raymah           | Kosmah     | 394.448                | 418.659                 | 17   |
| Sada o Sadah     | Sadah      | 695.033                | 746.957                 | 18   |
| Sanà             | Sanà       | 919.215                | 957.798                 | 19   |
| Shabwa           | Ataq       | 470.440                | 494.638                 | 20   |
| Taizz            | Taizz      | 1.121.000              | 2.513.003               | 21   |

Les governacions estan dividides en 333 districtes (muderiah), subdividits al seu torn en 2.210 subdistrictes; hi ha un total de 38.284 poblacions (dada del 2001).

## Demografia

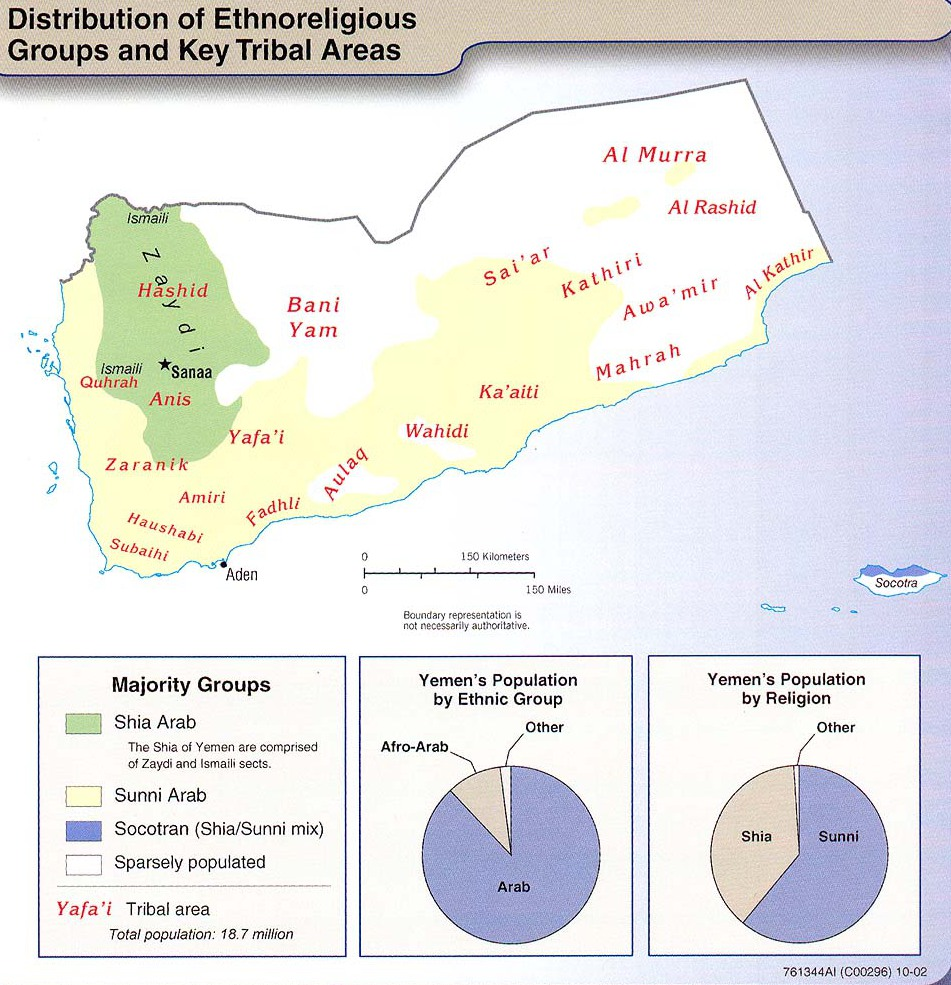
Mapa ètnic del Iemen

La població del Iemen és de 28 milions per a 2018, amb 46% de la població menor de 15 anys i 2,7% més gran de 65 anys. En 1950, eren 4,3 milions. S'estima que per a 2050 la població augmentarà a uns 60 milions. Iemen té una alta taxa de fecunditat total, de 4,45 fills per dona. És la 30a més alta del món. La població de Sana'a ha augmentat ràpidament, d'aproximadament 55.000 el 1978 a gairebé 2 milions a principis del segle XXI. La població és predominantment àrab, si bé hi ha petites minories indopakistaneses i somalis. És un país poc poblat (21%); la població és rural en un 76%. La taxa anual de creixement és elevada (29‰), tot i la forta mortalitat (19‰), sobretot perquè cada dona té una mitjana de set fills. Gairebé la totalitat de la població és musulmana, la qual és en el 50% sumnita i en l'altre 50%, xiïta. La llengua oficial és l'àrab.
Sanà, amb vora dos milions d'habitants, n'és la capital i la ciutat principal. La segueixen en importància Ta'izz i els ports d'al-Hudayda i Aden, totes tres amb més de mig milió d'habitants.

### Grups ètnics
Els grups ètnics iemenites són predominantment àrabs, seguits d'afroàrabs, asiàtics del sud i europeus. Quan es van establir els antics estats del nord i el sud del Iemen, la majoria dels grups minoritaris residents van marxar. Iemen és una societat en gran manera tribal. En les zones muntanyenques del nord del país hi ha 400 tribus zaidi. També hi ha grups de castes hereditàries en zones urbanes com Al-Akhdam. També hi ha iemenites d'origen persa. Segons Muqaddasi, els perses van formar la majoria de la població d'Aden en el segle deu.
Els jueus iemenites van constituir una minoria considerable al Iemen amb una cultura diferent d'altres comunitats jueves del món. La majoria va emigrar a Israel a mitjan segle xx, després de l'èxode jueu dels països àrabs i musulmans i l'Operació Catifa Màgica.S'estima que 100.000 persones d'origen indi es concentren en la part meridional del país, al voltant d'Aden, Mukalla, Shihr, Lahaj, Mokha i al-Hudayda.
La majoria dels destacats indonesis, malaisis i singapurencs d'ascendència àrab són persones hadhrami amb orígens en el sud del Iemen a la regió costanera d'Hadramawt. Avui hi ha gairebé 10.000 hadramis a Singapur. Els hadramis van migrar al sud-est asiàtic, a l'est d'Àfrica i al subcontinent indi.
Els maqil eren un grup de tribus àrabs beduïnes d'origen iemenita que migraven cap a l'oest a través d'Egipte. Diversos grups d'àrabs iemenites van tornar al sud de Mauritània, i a la fi del segle XVII van dominar tot el país. També poden trobar-se al Marroc i a Algèria, així com en altres països del nord d'Àfrica.
Iemen és l'únic país de la Península Aràbiga signatari de dos acords internacionals de 1951 i 1967 que regeixen la protecció dels refugiats. Iemen va acollir a una població de refugiats i sol·licitants d'asil que ascendia a aproximadament 124.600 en 2007. Els refugiats i sol·licitants d'asil que viuen al Iemen eren principalment de Somàlia (110.600), l'Iraq (11.000), Etiòpia (2.000) i Síria. A més, més de 334.000 iemenites han estat desplaçats internament per conflictes.
La diàspora iemenita es concentra en gran manera en la veïna Aràbia Saudita, on resideixen entre 800.000 i 1 milió de iemenites, i al Regne Unit, on viuen entre 70.000 i 80.000 iemenites.

## Economia
L'agricultura és variada, però aprofita menys del 10% del territori. Hi ha conreus de vinya i arbres fruiters de clima temperat i tropical (palmera de dàtils), camps de cereals, entre els quals predominen la melca, el blat, l'ordi i el blat de moro, els llegums, les patates, les oleaginoses (sèsam i cotó), les hortalisses, el cafè i el tabac. Hi té una modesta importància la ramaderia i la pesca. La mineria extreu carbó, sal i pedra i, modernament, l'or i altres minerals metal·lífers i, sobretot, petroli. Hi ha indústries d'alimentació, de composts químics, del ciment i de construcció, i una important refineria de petroli a Aden, ciutat que també disposa d'un dels ports més destacats de l'Aràbia.
Gran estació carbonera, i també petroliera després, era una etapa obligada de la ruta imperial britànica (i després del Commonwealth) entre Bombai i el canal de Suez. Però el tancament del canal (1967-75) desvià vers el cap les grans rutes de tràfic, i la recuperació posterior ha estat insuficient. Les importacions superen les exportacions. Importa principalment maquinària i material de transports, petroli, manufactures de base i productes químics i alimentaris; exporta productes petroliers, peix, cotó i cafè. La balança de serveis també és desfavorable, però és compensada per les aportacions dels treballadors a l'estranger, l'entrada de capitals i la recaptació duanera. Com a conseqüència de la unificació del Iemen del Nord amb el del Sud, coexisteixen dues unitats monetàries: el rial i el dinar.